# 삿포로시 시계탑

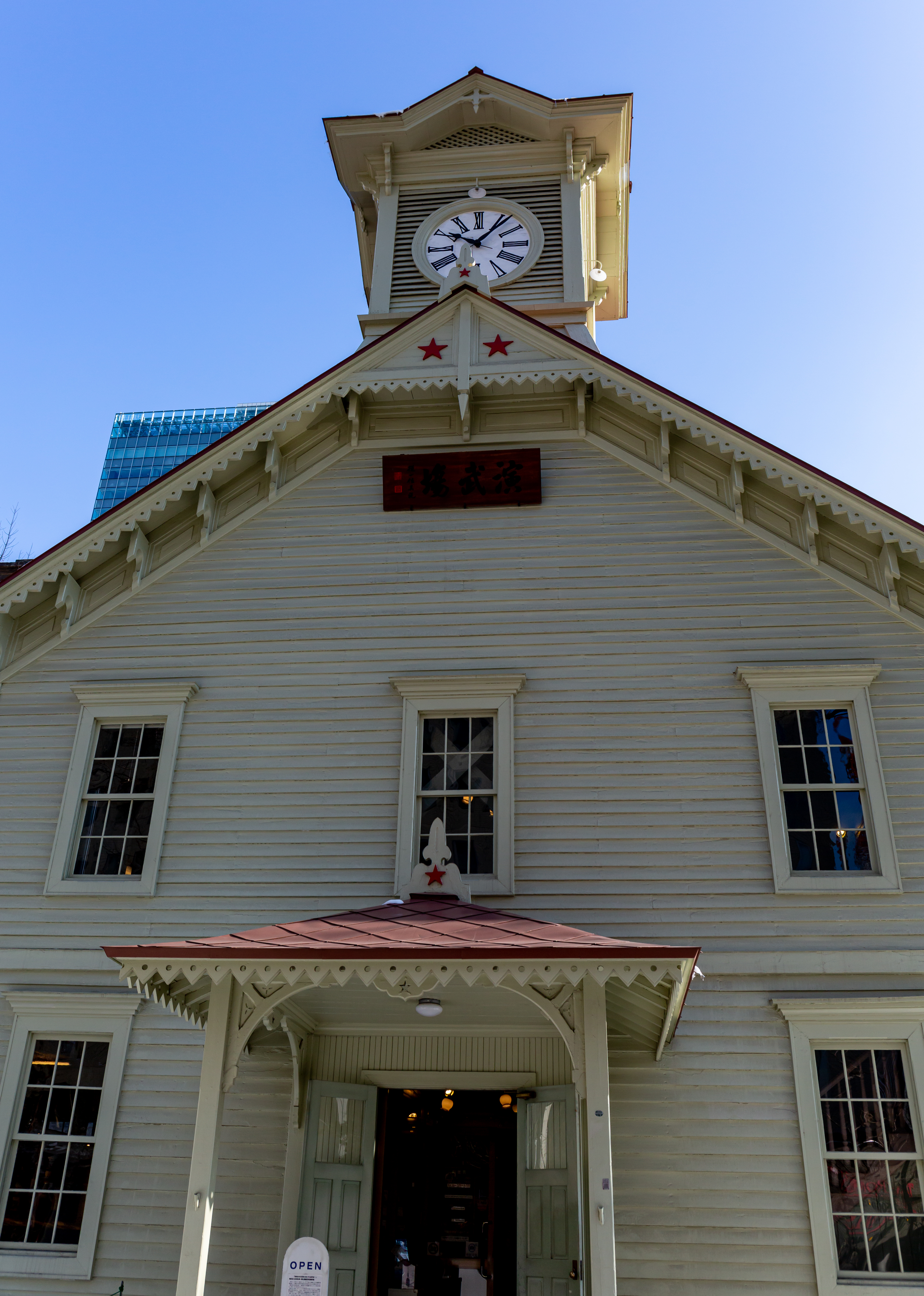
삿포로 시계탑

삿포로 시 시계탑(일본어: 札幌市時計台 삿포로시토케다이[*])은 홋카이도 삿포로시 주오구에 위치한 시계탑이다. 일본의 중요문화재로 등록되어 있다. 정식 명칭은 구 삿포로 농학교 연무장(일본어: 旧札幌農学校演武場 교삿포로노갓코엔부조[*])이며, 통칭은 삿포로 시계탑(일본어: 札幌時計台 삿포로토케다이[*])이다.

## 개요
삼각 지붕에 큰 시계가 있는 건축물이다. 높이 19.825m, 연면적 약 760m²이며, 예전에는 삿포로의 도서관으로 사용된 적도 있다. 부지 및 건물은 삿포로 시가 관리 및 운영하고 있으며, 홋카이도청 구 본청사와 더불어 삿포로 중심부의 유명한 관광 명소이다. 또한 도외에서는 삿포로 라멘 가게의 간판이나 홋카이도 관광 포스터에 많이 사용되는 등, 삿포로뿐만 아니라 홋카이도 전체의 상징으로 여겨지는 사례도 많다. 홋카이도 닛폰햄 파이터스의 응원가의 가사에도 사용되고 있다.

## 역사
삿포로시 시계탑은 1878년에 건설되었으며, 구 삿포로 농학교(현 홋카이도 대학)의 실험실이었다. 설계자는 삿포로 농학교의 2대 교감이었던 윌리엄 호일러였다. 시계탑은 삿포로에서 최초로 건설된 건물 중 하나로, 1868년 홋카이도의 새로운 행정 중심지로 선정된 삿포로의 "탄생"을 기념하기 위해 만들어졌다.
현재도 삿포로시 시계탑은 현존하는 삿포로에서 가장 오래된 건물이다.